# Pełczyna
Pełczyna – zniesiona nazwa części wsi Górki Noteckie w Polsce położona w województwie lubuskim, w powiecie strzelecko-drezdeneckim, w gminie Zwierzyn.
Nazwa z nadanym identyfikatorem SIMC występuje w zestawieniach archiwalnych TERYT z 1999 roku.
W 2005 nazwa części wsi została zniesiona.
W latach 1975–1998 miejscowość administracyjnie należała do województwa gorzowskiego.
Nazwa nie występuje w TERYT, ani geoportal, jest na skanie mapy.